# Латовлевич, Ясмин
Ясмин Латовлевич (рум.  Iasmin Latovlevici, серб. Јасмин Латовљевић; 11 мая 1986, Молдова-Ноуэ, Караш-Северин, Румыния) — румынский футболист, защитник клуба «Арджеш».

## Биография
Ясмин Латовлевич родился 11 мая 1986 года в Молдова-Ноуэ в семье этнических сербов.
С детства страдал бронхиальной астмой. Отец Ясмина, которому не нравилось, что сын вынужден пользоваться ингалятором, привёл мальчика в секцию футбола для укрепления здоровья.
В 2005 году Ясмин Латовлевич подписал контракт с клубом I Лиги «Политехника» из города Тимишоара.
С июня по декабрь 2005 был в аренде в клубе II Лиги «ЧФР Тимишоара», также из города Тимишоара.
Второй круг чемпионата в сезоне 2006/07 и 2007/08 играл за клуб «Политехника II», фарм-клуб «Политехники», выступавший на тот момент в II Лиге.
В сезоне 2009/2010 на правах аренды выступал за клуб I Лиги «Глория (Бистрица)».
1 июля 2010 года Латовлевич подписал пятилетний контракт со «Стяуа».
В январе 2011 года у футболиста возникли проблемы со здоровьем из-за почечной колики, в результате чего он на два месяца выбыл из строя и пропустил предсезонный сбор.
В январе 2012 к Латовлевичу проявил интерес французский клуб «Сент-Этьен». Сорвавшуюся сделку руководство «Стяуа» объяснило тем, что агент футболиста при переговорах с французской стороной самовольно завысил сумму отступных.
В июле 2015 года Латовлевич перешёл в клуб турецкой Суперлиги «Генчлербирлиги».

## Достижения
- Чемпион Румынии (4): 2012/13, 2013/14, 2014/15, 2020/21
- Обладатель Кубка Румынии (2): 2011, 2015
- Обладатель Суперкубка Румынии: 2013